# جانيت بيكر (مغنية)
جانيت بيكر (بالإنجليزية: Janet Baker)‏ هي ملحنة ومغنية ومغنية أوبرا بريطانية، ولدت في 21 أغسطس 1933 في Hatfield, South Yorkshire ‏ في المملكة المتحدة.

## وصلات خارجية
- جانيت بيكر على موقع IMDb (الإنجليزية)
- جانيت بيكر على موقع الموسوعة البريطانية (الإنجليزية)
- جانيت بيكر على موقع مونزينجر (الألمانية)
- جانيت بيكر على موقع ميوزك برينز (الإنجليزية)
- جانيت بيكر على موقع أول موفي (الإنجليزية)
- جانيت بيكر على موقع إن إن دي بي (الإنجليزية)
- جانيت بيكر على موقع أول ميوزيك (الإنجليزية)
- جانيت بيكر على موقع ديسكوغز (الإنجليزية)
- جانيت بيكر على موقع قاعدة بيانات الفيلم (الإنجليزية)
- جانيت بيكر على موقع كينوبويسك (الروسية)